# Horia (Costanza)
Horia è un comune della Romania di 1 601 abitanti, ubicato nel distretto di Costanza, nella regione storica della Dobrugia.
Il comune è formato dall'unione di 3 villaggi: Cloșca, Horia, Tichilești.